# Stade de Reims 2019-2020 (femminile)
Questa voce raccoglie le informazioni riguardanti la squadra femminile dello Stade de Reims nelle competizioni ufficiali della stagione 2019-2020.

## Divise e sponsor
La grafica è la stessa adottata dalla squadra maschile dello Stade Reims. Il main sponsor era Le Tablier, quello tecnico, fornitore delle divise da gioco, era Umbro.
| Casa | Trasferta | 3ª divisa |

## Organigramma societario
Come da sito societario.
Area tecnica
- Allenatore: Amandine Miquel
- Vice allenatore: Amaury Messuwe, Jean-Pierre Bertolino, Maxence Prévost
- Preparatore dei portieri: Christopher Dauphin
- Preparatore atletico: Hugo Varloteau
- Fisioterapisti: Lucie Mertes, Marion Demeure
- Medico sociale: Coralie Parmentier

## Rosa
Rosa, ruoli e numeri di maglia tratti dal sito ufficiale e sito Footofeminin.fr, aggiornata al 5 settembre 2019.
| N. |                        | Ruolo | Calciatrice               |
| -- | ---------------------- | ----- | ------------------------- |
| 1  | Stati Uniti (bandiera) | P     | Phallon Tullis-Joyce      |
| 2  | Ucraina (bandiera)     | D     | Dar"ja Kravec'            |
| 4  | Francia (bandiera)     | D     | Gwenaelle Devleesschauver |
| 5  | Francia (bandiera)     | D     | Charlotte Blanchard       |
| 6  | Francia (bandiera)     | C     | Tess David                |
| 7  | Costa Rica (bandiera)  | A     | Melissa Herrera           |
| 8  | Francia (bandiera)     | D     | Bénédicte Simon           |
| 9  | Portogallo (bandiera)  | A     | Mélissa Gomes             |
| 10 | Stati Uniti (bandiera) | C     | Rachel Corboz             |
| 11 | Ucraina (bandiera)     | A     | Tetjana Romanenko         |
| 15 | Francia (bandiera)     | C     | Lou Ann Joly              |
| 17 | Francia (bandiera)     | A     | Evanna Soyeux             |

| N. |                        | Ruolo | Calciatrice                 |
| -- | ---------------------- | ----- | --------------------------- |
| 18 | Francia (bandiera)     | D     | Océane Deslandes            |
| 19 | Francia (bandiera)     | A     | Chloé Pierel                |
| 20 | Francia (bandiera)     | A     | Naomie Feller               |
| 21 | Italia (bandiera)      | D     | Giorgia Spinelli (capitano) |
| 22 | Francia (bandiera)     | D     | Magou Doucouré              |
| 23 | Inghilterra (bandiera) | C     | Grace Rapp                  |
| 24 | Francia (bandiera)     | A     | Danielle Roux               |
| 25 | Francia (bandiera)     | C     | Joséphine Palin             |
| 26 | Francia (bandiera)     | C     | Chloé Philippe              |
| 27 | Francia (bandiera)     | C     | Solène Wittmann             |
| 28 | Francia (bandiera)     | A     | Lisa Fragoli                |
| 30 | Francia (bandiera)     | P     | Pauline Moitrel             |

## Calciomercato

### Sessione estiva
| Acquisti | Acquisti       | Acquisti        | Acquisti    |
| R.       | Nome           | da              | Modalità    |
| -------- | -------------- | --------------- | ----------- |
| P        | Audrey Dupupet | Olympique Lione | definitivo  |
| D        | Dar"ja Kravec' | Kiryat Gat      | definitivo  |
| C        | Rachel Corboz  | Fleury          | definitivo  |
| C        | Grace Rapp     | Selfoss         | definitivo  |
| A        | Chloé Pierel   | Paris FC        | definitivo  |
| A        | Danielle Roux  | Olympique Lione | in prestito |

| Cessioni | Cessioni | Cessioni | Cessioni |
| R.       | Nome     | a        | Modalità |
| -------- | -------- | -------- | -------- |
|          |          |          |          |

### Sessione invernale
| Acquisti | Acquisti            | Acquisti     | Acquisti   |
| R.       | Nome                | da           | Modalità   |
| -------- | ------------------- | ------------ | ---------- |
| D        | Vita van der Linden | Bristol City | definitivo |

| Cessioni | Cessioni      | Cessioni        | Cessioni    |
| R.       | Nome          | a               | Modalità    |
| -------- | ------------- | --------------- | ----------- |
| C        | Naomie Feller | Olympique Lione | in prestito |

## Risultati

### Division 1

#### Girone di andata
| Arbitro: | Vanderstichel |

|                          |           |  |
| Le Bihan 44’, 47’ (rig.) | Marcatori |  |

| Arbitro: | Camille Soriano |

|                          |           |                                                                                |
| Feller 8’, 40’ David 51’ | Marcatori | 1’ Cascarino 3’, 77’, 88’ Hegerberg 20’ Renard 29’ Henry 44’, 81’ (rig.) Majri |

| Arbitro: | Elbour |

|  |           |                                    |
|  | Marcatori | 65’ Romanenko 84’ Roux 90+3’ Gomes |

| Arbitro: | Coppola |

|  |           |            |
|  | Marcatori | 76’ Malard |

| Arbitro: | Vanderstichel |

|               |           |               |
| Bussaglia 82’ | Marcatori | 63’ Romanenko |

| Arbitro: | Bartnik |

|  |           |            |
|  | Marcatori | 85’ Robert |

| Arbitro: | Guillot |

|  |           |              |
|  | Marcatori | 66’ Herreraj |

| Arbitro: | Vanderstichel |

|  |           |            |
|  | Marcatori | 28’ Catala |

| Arbitro: | Coppola |

|  |           |             |
|  | Marcatori | 21’ Herrera |

| Arbitro: | Solenne Bartnik |

|            |           |                                |
| Feller 25’ | Marcatori | 49’ Dudek 64’ Geyoro 78’ Diani |

| Arbitro: | Soriano |

|                       |           |  |
| Asseyi 5’, 49’ (rig.) | Marcatori |  |

#### Girone di ritorno
| Arbitro: | Elbour |

|            |           |              |
| Gevitz 14’ | Marcatori | 89’ Spinelli |

| Arbitro: | Catania |

|               |           |  |
| Romanenko 88’ | Marcatori |  |

| Arbitro: | Victoria Beyer |

|                                                       |           |  |
| Majri 11’, 54’ Parris 52’ Renard 67’ (rig.) Silva 87’ | Marcatori |  |

| Arbitro: | Elbour |

|           |           |                                                                                     |
| Gomes 79’ | Marcatori | 1’ Karchaoui 7’ Toletti 23’ Le Bihan 32’ Landeka 45’ Petermann 63’ Gauvin 90’ Léger |

| Bondoufle 22 febbraio 2020, ore 14:30 CEST 16ª giornata | Paris FC  | 0 – 0 referto | Stade Reims | Stadio Robert Bobin (319 spett.)\| Arbitro: \| Guillemin \| |
| Arbitro:                                                | Guillemin |               |             |                                                             |

| Parigi 14 marzo 2020, ore 14:30 CET 17ª giornata | Stade Reims | – Annullata | Soyaux | Stadio Jean Bouin |

| 28 marzo 2020, ore --:-- CET 18ª giornata | Stade Reims | – Annullata | Olympique Marsiglia |  |

| Parigi 4 aprile 2020, ore 15:00 CEST 19ª giornata | Paris Saint-Germain | – Annullata | Stade Reims | Stadio Jean Bouin |

| 18 aprile 2020, ore CEST 20ª giornata | Stade Reims | – Annullata | Bordeaux |  |

| 16 maggio 2020, ore --:-- CEST 21ª giornata | Fleury | – Annullata | Stade Reims |  |

| 30 maggio 2020, ore --:-- CEST 22ª giornata | Stade Reims | – Annullata | Digione |  |

### Coppa di Francia
| Arbitro: | Fournier |

|            |           |                                       |
| Traoré 63’ | Marcatori | 22’ Feller 33’, 90+1’ Gomes 62’ David |

| Arbitro: | Coppola |

|  |           |                                                                                        |
|  | Marcatori | 14’ Ouchene 21’, 47’ Pierel 28’, 75’ (rig.), 79’ Gomes 46’ Van der Linden 87’ Philippe |

| Arbitro: | Elbour |

|                        |           |             |
| Palis 28’ Robert 90+2’ | Marcatori | 79’ Ouchene |

## Statistiche

### Statistiche di squadra
| Competizione     | Punti | In casa | In casa | In casa | In casa | In casa | In casa | In trasferta | In trasferta | In trasferta | In trasferta | In trasferta | In trasferta | Totale | Totale | Totale | Totale | Totale | Totale | DR  |
| Competizione     | Punti | G       | V       | N       | P       | Gf      | Gs      | G            | V            | N            | P            | Gf           | Gs           | G      | V      | N      | P      | Gf     | Gs     | DR  |
| ---------------- | ----- | ------- | ------- | ------- | ------- | ------- | ------- | ------------ | ------------ | ------------ | ------------ | ------------ | ------------ | ------ | ------ | ------ | ------ | ------ | ------ | --- |
| Division 1       | 15    | 7       | 1       | 0       | 6       | 6       | 21      | 9            | 3            | 3            | 3            | 7            | 11           | 16     | 4      | 3      | 9      | 13     | 32     | -19 |
| Coppa di Francia | -     | .       | .       | .       | .       | .       | .       | 3            | 2            | 0            | 1            | 13           | 3            | 3      | 2      | 0      | 1      | 13     | 3      | +10 |
| Totale           | -     | 7       | 1       | 0       | 6       | 6       | 21      | 12           | 5            | 3            | 4            | 20           | 14           | 19     | 6      | 3      | 10     | 26     | 35     | -9  |

### Andamento in campionato
| Giornata  | 1 | 2  | 3 | 4 | 5 | 6  | 7 | 8 | 9 | 10 | 11 | 12 | 13 | 14 | 15 | 16 | 17 | 18 | 19 | 20 | 21 | 22 |
| --------- | - | -- | - | - | - | -- | - | - | - | -- | -- | -- | -- | -- | -- | -- | -- | -- | -- | -- | -- | -- |
| Luogo     | T | C  | T | C | T | C  | T | C | T | C  | T  | T  | C  | T  | C  | T  | -  | -  | -  | -  | -  | -  |
| Risultato | P | P  | V | P | N | P  | V | P | V | P  | P  | N  | V  | P  | P  | N  | -  | -  | -  | -  | -  | -  |
| Posizione | 9 | 10 | 6 | 8 | 9 | 10 | 9 | 8 | 8 | 8  | 9  | 8  | 8  | 8  | 8  | 8  | -  | -  | -  | -  | -  | -  |

Legenda:

Luogo: C = Casa; T = Trasferta. Risultato: V = Vittoria; N = Pareggio; P = Sconfitta.

### Statistiche delle giocatrici
| Giocatore          | Division 1 | Division 1 | Division 1  | Division 1 | Coppa di Francia | Coppa di Francia | Coppa di Francia | Coppa di Francia | Totale   | Totale | Totale      | Totale     |
| Giocatore          | Presenze   | Reti       | Ammonizioni | Espulsioni | Presenze         | Reti             | Ammonizioni      | Espulsioni       | Presenze | Reti   | Ammonizioni | Espulsioni |
| ------------------ | ---------- | ---------- | ----------- | ---------- | ---------------- | ---------------- | ---------------- | ---------------- | -------- | ------ | ----------- | ---------- |
| R. Corboz          | 15         | 0          | 0           | 0          | 1                | 0                | 0                | 0                | 16       | 0      | 0           | 0          |
| T. David           | 14         | 1          | 3           | 0          | 2                | 1                | 0                | 0                | 16       | 2      | 3           | 0          |
| O. Deslandes       | 8          | 0          | 2           | 0          | 2                | 0                | 0                | 0                | 10       | 0      | 2           | 0          |
| G. Devleesschauwer | 2          | 0          | 0           | 0          | -                | -                | -                | -                | 2        | 0      | 0           | 0          |
| M. Doucouré        | 15         | 0          | 2           | 0          | 2                | 0                | 0                | 0                | 17       | 0      | 2           | 0          |
| A. Dupupet         | 0          | 0          | 0           | 0          | 3                | -3               | 0                | 0                | 3        | -3     | 0           | 0          |
| N. Feller          | 11         | 3          | 3           | 0          | 1                | 1                | 0                | 0                | 12       | 4      | 3           | 0          |
| L. Fragoli         | 4          | 0          | 0           | 0          | -                | -                | -                | -                | 4        | 0      | 0           | 0          |
| M. Gomes           | 13         | 2          | 0           | 0          | 3                | 5                | 0                | 0                | 16       | 7      | 0           | 0          |
| M. Herrera         | 13         | 2          | 0           | 0          | 2                | 0                | 0                | 0                | 15       | 2      | 0           | 0          |
| D. Kravec'         | 9          | 0          | 1           | 0          | 3                | 0                | 0                | 0                | 12       | 0      | 1           | 0          |
| L-A. Joly          | 4          | 0          | 0           | 0          | 2                | 0                | 0                | 0                | 6        | 0      | 0           | 0          |
| S. Ouchene         | 3          | 0          | 1           | 0          | 3                | 2                | 0                | 0                | 6        | 2      | 1           | 0          |
| J. Palin           | -          | -          | -           | -          | -                | -                | -                | -                | -        | -      | -           | -          |
| C. Philippe        | 16         | 0          | 1           | 0          | 2                | 1                | 0                | 0                | 18       | 1      | 1           | 0          |
| C. Pierel          | 1          | 0          | 0           | 0          | 1                | 2                | 0                | 0                | 2        | 2      | 0           | 0          |
| G. Rapp            | 13         | 0          | 2           | 0          | 3                | 0                | 0                | 0                | 16       | 0      | 2           | 0          |
| J.D. Roux          | 15         | 1          | 1           | 0          | 1                | 0                | 0                | 0                | 16       | 1      | 1           | 0          |
| B. Simon           | 15         | 0          | 4           | 0          | 2                | 0                | 0                | 0                | 17       | 0      | 4           | 0          |
| E. Soyeux          | 3          | 0          | 0           | 0          | 1                | 0                | 0                | 0                | 4        | 0      | 0           | 0          |
| G. Spinelli        | 16         | 1          | 1           | 0          | 3                | 0                | 0                | 0                | 19       | 1      | 1           | 0          |
| T. Romanenko       | 15         | 3          | 1           | 0          | 3                | 0                | 0                | 0                | 18       | 3      | 1           | 0          |
| V. Van der Linden  | 2          | 0          | 0           | 0          | 2                | 1                | 0                | 0                | 4        | 1      | 0           | 0          |